# 프리스트 (1994년 영화)
《프리스트》(영어: Priest)는 영국에서 제작된 앤토니아 버드 감독의 1994년 드라마 영화이다. 라이너스 로치 등이 출연하였고, 조지 페이버 등이 제작에 참여하였다.

## 출연진
- 라이너스 로치
- 톰 윌킨슨
- 로버트 칼라일
- 캐시 타이슨
- 크리스틴 트러마코
- 로버트 퓨
- 레슬리 샤프

## 기타 제작진
- 의상: 질 테일러